# Frederic al II-lea de Suabia
Frederic al II-lea supranumit cel Chior (n. 1090 – d. 6 aprilie 1147, Alzey), a fost cel de-al doilea membru al familiei Hohenstaufen care a devenit Duce de Suabia deținând acest titlu din 1105 până la moarte.
Fratele său mai mic, Conrad, a fost primul membru al familiei Hohenstaufen (cunoscută în istorie și sub numele Staufer) ales rege romano-german în 1138 sub numele Conrad al III-lea.
Fiii lui Frederic al II-lea au fost împăratul Frederic I Barbarossa (1122–1190) și Conrad (1136–1195), contele Palatin al Rinului.

## Biografie
Frederic al II-lea a fost fiul ducelui Frederic I al Suabiei și al soției sale, Agnes de Waiblingen, fiica împăratului Henric al IV-lea.
După ce tatăl său a murit în 1105, Frederic i-a succedat devenind duce al Suabiei. Împreună cu fratele său, Conrad, Frederic a continuat să extindă teritoriile familiei Staufer, urmând politica tatălui lor. În timp ce Conrad și-a extins posesiunile în fostul Ducat al Franconiei, Frederic s-a concentrat asupra regiunii Rinului Mijlociu și Alsaciei, unde a construit numeroase cetăți.
În 1108 Frederic a luat parte la campania militară împotriva regelui Coloman al Ungariei. În 1110–1111 l-a însoțit pe împăratul Henric al V-lea la Roma pentru o audiență la papa Pascal al II-lea. Pentru loialitatea dovedită în timpul mișcării de opoziție din teritoriile germane, în 1116 Frederic și fratele său Conrad au fost numiți reprezentanți ai împăratului (Reichsverwesern) pe durata incursiunii acestuia în Italia. Cei doi frați au folosit această poziție pentru a extinde posesiunile familiei lor mai ales în regiunea Franconia renană.
În 1120 Frederic s-a căsătorit cu Iudita de Welf, fiica ducelui Bavariei  Henric cel Negru. În 1122 s-a născut fiul lor Frederic, viitorul împărat al Sfântului Imperiu Roman.
După moartea lui Henric al V-lea pe 23 mai 1125, care a însemnat stingerea liniei masculine directe a Dinastiei Saliene, principii imperiali s-au adunat pe 24 august 1125 la Mainz pentru a alege succesorul la tronul romano-german, iar Frederic al II-lea a fost unul dintre candidați. Presupunerea că Henric l-a numit pe Frederic ca succesor înainte de a muri este contestată de cercetările istorice actuale. Se presupune că Frederic a fost desemnat doar să mențină ordinea în imperiu până când era stabilit ulterior un succesor la tron. Pe de altă parte, Frederic și fratele său Conrad erau moștenitorii teritoriilor saliene prin mama lor Agnes. Desfășurarea alegerilor regale din Mainz nu a putut fi exact reconstituită. Sigur este că au existat revolte în timpul alegerii ducelui Lothar al Saxoniei ca rege romano-german sub numele Lothar al III-lea. Frederic a acceptat inițial rezultatul alegerii lui Lothar, însă a refuzat să depună jurământul de credință. Curând au apărut dispute privind distincția dintre teritoriile coroanei imperiale și teritoriile saliene. Frederic și Conrad moșteniseră posesiunile de-a lungul Rinului de la Henric al V-lea și le împărțiseră astfel: în stânga Rinului - Frederic, iar în dreapta Rinului - Conrad. Totuși, teritoriile imperiale de demarcare a graniței care trebuiau returnate lui Lothar, au fost în continuare subiectul controversei.

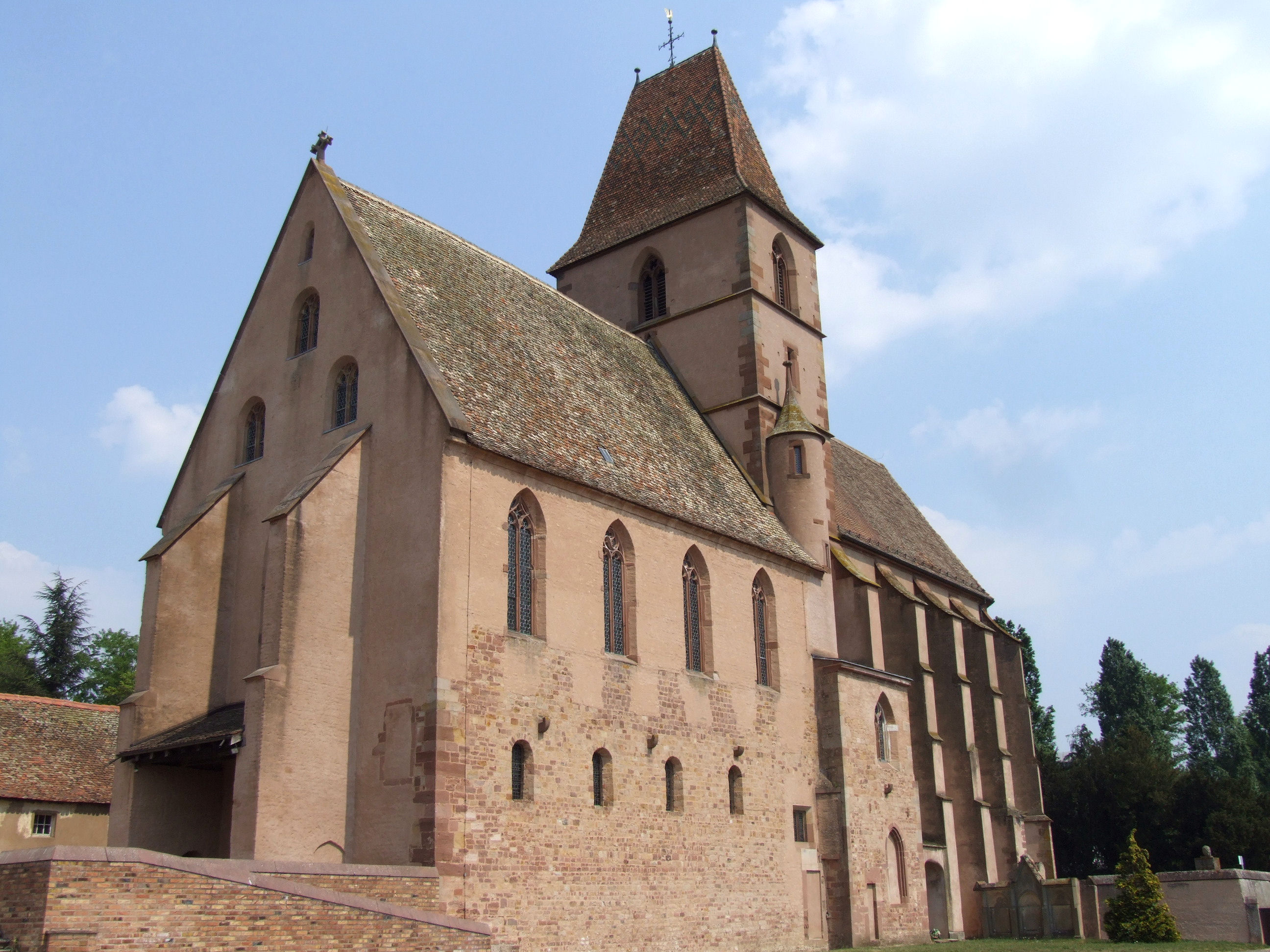
Biserica Sf. Walburga (Walbourg, Alsacia)

La dieta curții din Regensburg în noiembrie 1125, Lothar a cerut familiei Staufer să separe teritoriile coroanei de cele saliene și să le predea. Deoarece Frederic și Conrad nu au reacționat, în decembrie Lothar le-a impus interdicția imperială. În ianuarie 1126 câțiva prinți din Goslar au decis să aplice celor doi Stauferi interdicția imperială prin forță militară. Regele și aliații săi au ocupat, în mare parte fără lupte, teritoriile din Lorena Superioară, Alsacia și Franconia renană, dar nu a îndrăznit să atace Suabia, unde se retrăseseră Frederic și Conrad. Un atac al guelfilor asupra teritoriului principal al familiei Staufer a eșuat. În 1127 Lothar a trebuit să întrerupă asediul orașului Nürnberg care aparținea familiei Staufer. Înfrângerile suferite de Lothar și aliații săi au dus la retragerea sprijinului multor conducători din Lorena de Jos și Franconia. Într-o bătălie din timpul acestor campanii militare, Frederic a pierdut un ochi și implicit calitatea de posibil candidat la tronul imperial, fiind lipsit de integritatea fizică necesară.
Tot în anul 1127 fratele său, Conrad, s-a întors dintr-un pelerinaj în Țara Sfântă și a devenit forța motrice a familiei Staufer. În decembrie el s-a proclamat rege și a preluat astfel conducerea de la Frederic. Cu toate acestea, Frederic a continuat să fie conducător militar și a cucerit orașul Speyer în 1128, în timp ce Conrad a încercat să câștige influență în Italia, în mare parte fără succes. În 1130 norocul a fost de partea lui Lothar care a recucerit orașul Speyer, iar la scurt timp după aceea a murit Iudita, soția lui Frederic. În același an Nürnberg și împrejurimile sale au căzut, de asemenea, în mâinile lui Lothar. În 1131 Stauferii au pierdut toată Alsacia și au fost împinși înapoi în Suabia și Franconia de Est. Lothar s-a abținut să-i atace în continuare concentrându-se asupra extinderii structurii interne a imperiului și a politicii privind Regatul Italiei.
În 1147 ducele Frederic al II-lea a murit la Alzey. A fost înmormântat în biserica mănăstirii Sf. Walburga din Alsacia, acolo unde a fost înmormântată apoi și soția sa, Agnes. Cele două morminte nu mai există astăzi.
Fiul său Frederic i-a succedat ca duce al Suabiei și a urcat pe tronul imperial în 1152 sub numele Frederic I supranumit Barbarossa.

## Căsătorii și descendenți
Prima soție a lui Frederic al II-lea a fost Iudita de Welf (d. 22 februarie 1130 sau 1131), fiica lui Henric cel Negru. Din această căsătorie au rezultat doi copii:
- Frederic I Barbarossa (1122–1190), împărat al Sfântului Imperiu Roman;
- Bertha (Iudita) (d. între 18 octombrie 1194 și 25 martie 1195), căsătorită înainte de 25 martie 1139 cu Matei I, ducele Lorenei din familia Châtenois (d. 13 mai 1176).

În 1132 sau 1133 Frederic s-a căsătorit cu Agnes de Saarbrücken, o fiică a contelui Frederic de Saarbrücken. Din această a doua căsătorie au rezultat trei copii:
- Iudita (Jutta) (1133–1191) căsătorită cu landgraful Ludovic al II-lea al Turingiei;
- Conrad (c. 1134/1136–1195), conte palatin al Rinului;
- Luitgard (d. după 1155).